# Jaylen Morris
Jaylen Morris (Amherst, Nueva York, 19 de septiembre de 1995) es un baloncestista estadounidense que jugó por última vez en los Raptors 905 de la NBA G League. Con 1,96 metros de estatura, juega en la posición de escolta.

## Trayectoria deportiva

### Universidad
Jugó cuatro temporadas en los Lions del Molloy College, de la División II de la NCAA, en las que promedió 14,2 puntos, 5,6 rebotes y 1,9 asistencias por partido. En 2016 fue incluido en el tercer mejor quinteto de la East Coast Conference, mientras que al año siguiente lo sería en el primero.

### Profesional
Tras no ser elegido en el Draft de la NBA de 2017, sí lo fue en el draft de la NBA G League, donde los Erie BayHawks lo escogieron en el puesto 15 de la segunda ronda. En 39 partidos promedió 12,6 puntos y 4,8 rebotes.
El 27 de febrero de 2018 firmó un contrato por diez días con los Atlanta Hawks de la NBA. Debutó dos días más tarde ante Indiana Pacers, logrando 2 puntos y 2 rebotes.
En julio de 2018 fichó por el Auxilium Torino de la Lega Basket Serie A, con una cláusula que le permite regresar a la NBA si lo reclaman. Dicha cláusula no tardó en utilizarla ni una semana, firmando un contrato dual con los Milwaukee Bucks y su filial en la G League los Wisconsin Herd.
En verano de 2020, firmó por el Bnei Herzliya de la Ligat Winner, para disputar la temporada 2020-21.

## Estadísticas de su carrera en la NBA

### Temporada regular
| Año     | Equipo    | PJ | PT | MPP  | %TC  | %3P  | %TL  | RPP | APP | ROB | TPP | PPP |
| ------- | --------- | -- | -- | ---- | ---- | ---- | ---- | --- | --- | --- | --- | --- |
| 2017-18 | Atlanta   | 6  | 0  | 16.3 | .406 | .200 | .000 | 2.7 | 1.2 | .3  | .2  | 4.7 |
| 2018-19 | Milwaukee | 4  | 0  | 7.3  | .400 | .333 | .500 | 1.3 | 1.0 | .5  | .0  | 2.5 |
| Total   | Total     | 10 | 0  | 12.7 | .405 | .231 | .500 | 2.1 | 1.1 | .4  | .1  | 3.8 |